# Sławoj Leszek Głódź

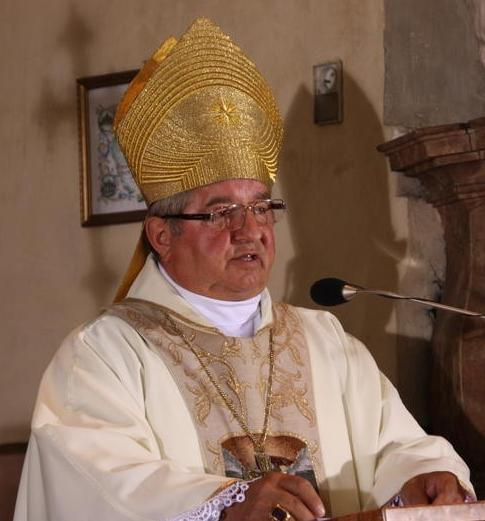
Erzbischof Sławoj Leszek Głódź

Wappen des Erzbischofs von Danzig seit 2008

Sławoj Leszek Głódź (* 13. August 1945 in Bobrówka, Polen) ist ein polnischer Geistlicher und emeritierter römisch-katholischer Erzbischof von Danzig. Er gehört zu den polnischen Bischöfen, die wegen Verfehlungen im Amt, darunter das Vertuschen pädophiler Straftaten in ihren Diözesen, 2021 von Papst Franziskus bestraft wurden.

## Leben
Nach dem Abitur trat Sławoj Leszek Głódź 1964 in das Priesterseminar von Białystok ein und studierte Katholische Theologie und Philosophie. Am 14. Juni 1970 empfing er durch Henryk Roman Gulbinowicz das Sakrament der Priesterweihe, er wurde dessen Sekretär und Fahrer. Er studierte Kanonisches Recht an der Katholischen Universität Lublin und am Päpstlichen Orientalischen Institut in Rom. 1980 promovierte er zum Dr. iur. can. im Bereich Ostkirchenrecht. Anschließend war er von 1981 bis 1991 Mitarbeiter der Kongregation für die orientalischen Kirchen. Papst Johannes Paul II. verlieh ihm am 8. September 1984 den Ehrentitel Kaplan Seiner Heiligkeit (Monsignore). In Rom freundete er sich mit zwei engen Mitarbeitern des Papstes an, dessen Sekretär Stanisław Dziwisz und Józef Kowalczyk, dem späteren Nuntius in Warschau und polnischen Primas; beide förderten die Kirchenkarriere Głódźs.
Am 21. Januar 1991 ernannte ihn Papst Johannes Paul II. zum Titularbischof von Bettonium und zum Militärbischof in Polen. Die Bischofsweihe spendete ihm der polnische Primas, Józef Kardinal Glemp am 23. Februar desselben Jahres in der Wallfahrtskirche auf dem Berg Jasna Góra in Częstochowa (Tschenstochau); Mitkonsekratoren waren Franciszek Kardinal Macharski und Henryk Roman Kardinal Gulbinowicz. Anlässlich seiner Ernennung zum Bischof gab er sich den Wahlspruch Milito pro Christo (lateinisch Ich kämpfe für Christus).
Am 17. Juli 2004 verlieh ihm Johannes Paul II. den Titel eines Erzbischofs ad personam und ernannte ihn am 26. August desselben Jahres zum Erzbischof-Bischof von Warschau-Praga. Im Jahr 2005 verlieh ihm die Stadt Warschau die Ehrenbürgerwürde.
Am 17. April 2008 berief ihn Papst Benedikt XVI. zum Erzbischof von Danzig; die feierliche Amtseinführung und Inthronisation im Dom zu Oliva fand am 26. April desselben Jahres statt.
Papst Franziskus nahm am 13. August 2020 seinen altersbedingten Rücktritt an. 2021 wurde er in der Ortschaft Piaski der Gemeinde Jaświły in der Woiwodschaft Podlachien zum Ortsvorsteher gewählt.

## Kontroversen
Im Vorfeld der Berufung Głódźs auf den Danziger Bischofssitz wurden Kritik und Bedenken vor allem aus Kreisen polnischer Intellektueller sowie vom ehemaligen Solidarność-Vorsitzenden und früheren polnischen Staatspräsidenten Lech Wałęsa laut, da Głódź als Unterstützer des nationalkonservativen Radio Maryja und als Gegner der Europäischen Union galt.
Kritik wurde auch an Głódź geübt, weil er nach Berichten der polnischen Presse Spendengelder der Gläubigen zum Bau einer villenartigen Privatresidenz in seinem Heimatdorf Bobrówka in der Woiwodschaft Podlachien zweckentfremdete. Zu dem weitläufigen Grundstück gehörte ein eingezäuntes Areal mit Damhirschen, deren Aufzucht den Aussagen von Angestellten zufolge Głódź ein besonderes Anliegen war. Nach polnischen Presseberichten war er zum Zeitpunkt seiner Emeritierung Besitzer von Immobilien im Wert von 15 Millionen Złoty (rund 3,3 Millionen Euro), darunter Wälder und Teiche.
2018 wurde bekannt, dass eine Gruppe von Priestern aus der Erzdiözese Danzig in einem Brief an den Vatikan Głódź des Mobbings beschuldigte, auch wurden ihm Alkoholexzesse und eine vulgäre Sprache mit derben Flüchen hinter verschlossenen Türen vorgeworfen. Der Vatikan bestrafte ihn im März 2021: Ihm wurde auferlegt, seinen Wohnsitz außerhalb seiner letzten Diözese zu nehmen und eine Summe eigenen Ermessens an das St.-Josef-Werk zu spenden, das sich um die Opfer pädophiler Verbrechen kümmert. Presseberichten zufolge hat Głódź Informationen über Übergriffe pädophiler Priester weder an die Behörden noch an den Vatikan weitergeleitet. Auch wurde ihm vorgeworfen, einen Priester, der eine 17-Jährige vergewaltigt haben soll, gedeckt zu haben.
Nach polnischen Presseberichten gab Głódź das Vorbild für die Figur des einen unmoralischen Lebenswandel führenden, alkoholkranken Erzbischofs Mordowicz im Spielfilm Kler (2018) von Wojciech Smarzowski ab. Der Schauspieler Janusz Gajos, der Mordowicz verkörperte, wurde so geschminkt, dass er Głódź zum Verwechseln ähnlich sah.
Im Juni 2022 entzog der Malteserorden Głódź die Ehrenmitgliedschaft.

## Ehrungen
- 1995 Offizier des Ordens Polonia Restituta
- 1998 Komtur mit Stern des Ordens Polonia Restituta
- 2005 Großes Bundesverdienstkreuz[15]